# نهر كولومبيا
نهر كولومبيا (بالإنجليزية: Columbia River)‏، هو أحد أكبر الأنهار في منطقة شمال غرب المحيط الهادي في أمريكا الشمالية. النهر ينبع من جبال روكي في مقاطعة كولومبيا البريطانية بكندا، ويتدفق من الاتجاه الشمال الغربي والجنوب ثم إلى الولايات المتحدة الأمريكية عند ولاية واشنطن، ثم يتحول إلى الغرب عبر الحدود بين ولايتي واشنطن وأوريغون قبل أن يصب في المحيط الهادي. يبلغ طول النهر 2000 كم (1243 ميل)، وأكبر روافد النهر هو نهر الأفعى (بالإنجليزية: Snake River)‏. حوض النهر يساوي تقريباً مساحة فرنسا، ويمتد إلى سبع ولايات أمريكية ومقاطعة كندية. من حيث الحجم، يعتبر نهر كولومبيا هو رابع أكبر نهر في الولايات المتحدة الأمريكية، وأكبر من الأنهار التي تصب في المحيط الهادي بقارة أمريكا الشمالية. انحدار النهر العام حاد نسبياً، وهذا كفيل في إعطائه إمكانيات هائلة لتوليد الكهرباء من طاقة تدفق المياه. فالسدود الكهرمائية عددها 14 سد في نهر كولومبيا الرئيسي والعديد من روافده، فالنهر يساهم في إنتاج الطاقة الكهرومائية أكثر من أي نهر آخر في أمريكا الشمالية. كان نهر كولومبيا وروافده المركزية مؤثرة في ثقافة المنطقة والاقتصاد لآلاف السنين. فقد استخدم لأجل النقل في العصور القديمة، وعمل على بط العديد من الجماعات القبلية وتبادل الثقافات بالمنطقة.
النهر عبارة عن منظومة متكاملة من الأسماك المتنوعة، والتي يهاجر العديد منها ما بين المياه العذبة للنهر والمياه المالحة للمحيط الهادي، ومن أشهر أنواع الأسماك «سمك السلمون»، وكان عذائهاً أساسياً يعتمد عليه سكان المنطقة منذ آلاف السنين. ومنذ عدة قرون كان التجار يأتون من جميع أنحاء أمريكا الشمالية إلى نهر كولومبيا للتجارة بالأسماك. في أواخر القرن الثامن عشر، عبرت النهر سفينة أمريكية خاصة، وكانت أول سفينة يملكها المستعمرون للقارة تعبر النهر دون الهنود الحمر، ودخلت النهر من خلال المصب في المحيط الهادي. وأعقب ذلك جلب المسكتشفين البريطانيين لأجل استكشاف المنطقة، وكانوا يبحرون من ساحل ولاية أوريغون في وادي يلاميت. في العقود التالية، تستخدم الشركات التجارية نهر كولومبيا كطريق ملاحي رئيسي لنقل البضائع. وبدأت البواخر بالعمل لنقل السكان نتيجة للهجرات الوافدة إلى أمريكا الشمالية والتي أقامت حول النهر، ثم ربط هذه المجتمعات السكانية عن طريق السكك الحديدية في أواخر القرن التاسع عشر، مع الاستخدام المتواصل للنهر في حركة النقل وتيسيير التجارة. منذ أواخر القرن التاسع عشر، ظهر كلا القطاعين العام والخاص بشكل واضح في النهر، وتبيّن أثر ذلك بترويض أو تسخير النهر، وهي عملية واسعة النطاق ومتعددة الجوانب، وذلك لأجل مساعدة السفن والبوارج في الملاحة.
منذ أوائل القرن العشرين، تم بناء سدود على النهر لأغراض متعددة، منها توليد الكهرباء والملاحة والري والسيطرة على الفيضانات. أما اليوم، فخزانات السد المحتجزة مياه النهر تقع على امتداد ما يقرب من كل ميل في الولايات المتحدة. وقد أخذت على عاتقها إنتاج الطاقة النووية في موقعين على طول النهر، وتم إنتاج البلوتونيوم للأسلحة النووية على مدى عقود في موقع هانفورد، وهو الآن الموقع النووي الأكثر تلوثاً في الولايات المتحدة، كل هذا التقدم العلمي كان له تأثير سلبي مدمر على بيئات الأنهار، وربما في المقام الأول التلوث الصناعي أكثر أنواع التلوث انتشاراً.

## المسار

### في كندا

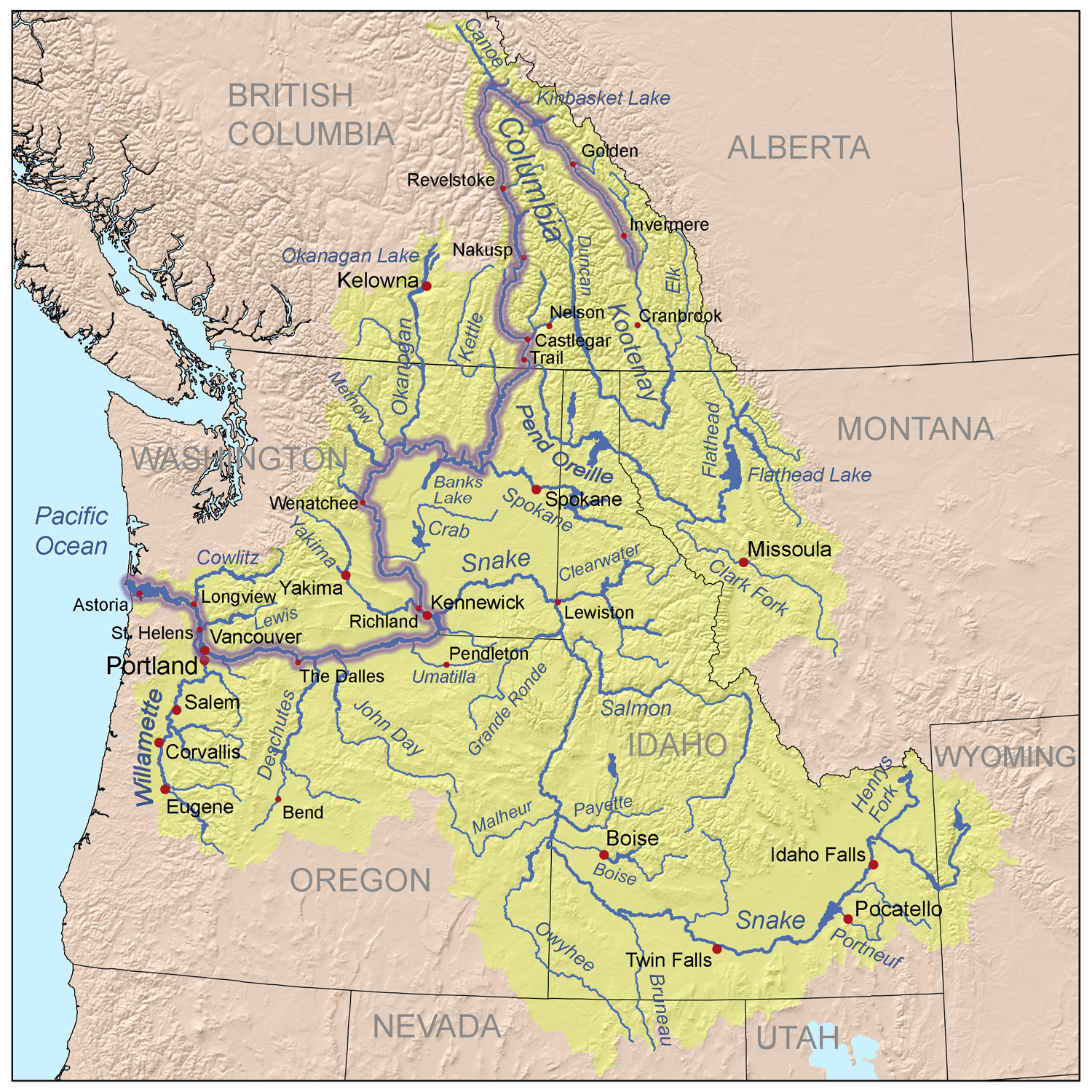
مسار نهر كولومبيا

نهر كولومبيا يبدأ رحلته بطول 2000 كم (1243 ميل)، ومنبعه من بحيرة كولومبيا الواقعة في خندق بجبال روكي جنوب مقاطعة كولومبيا البريطانية بكندا، والبحيرة على ارتفاع 820 م (2690 قدم) فوق مستوى سطح البحر، والخندق عبارة عن وادي عميق واسع وطويل بين جبال روكي الكندية وجبال كولومبيا بكولومبيا البريطانية في كندا أيضاً. ويتفدق نهر كولومبيا في الاتجاه الشمالي الغربي على طول الخندق، ويعبر بحيرة يندمير، حتى شمالاً عند بلدة جولدن وبحيرة كينباسكت ويقترب من جبال سيلكيرك، وفجأة يتحول النهر بحدة لجدة الجنوب عبر منطقة تعرف باسم «بلاد المنعطف الكبير»، مروراً ببحيرة ريفيلستوك. ويمر النهر بعد ذلك بمدينة كاستليجر، والتي تقع في نقطة التقاء نهر كولومبيا مع نهر كوتيناي، ثم يمر النهر على الحدود الكندية الأمريكية 

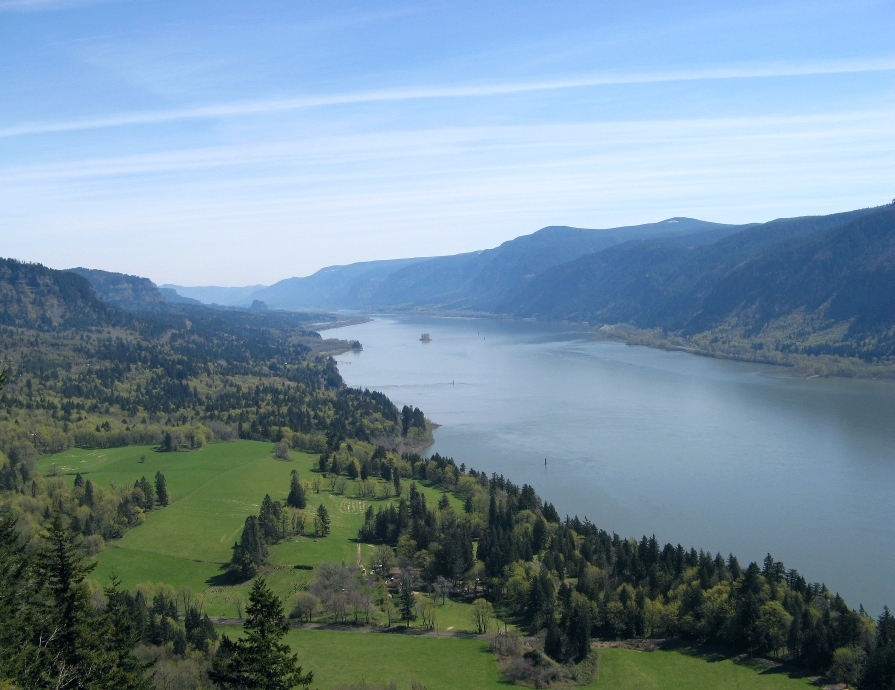
نهر كولومبيا

### في الولايات المتحدة الأمريكية

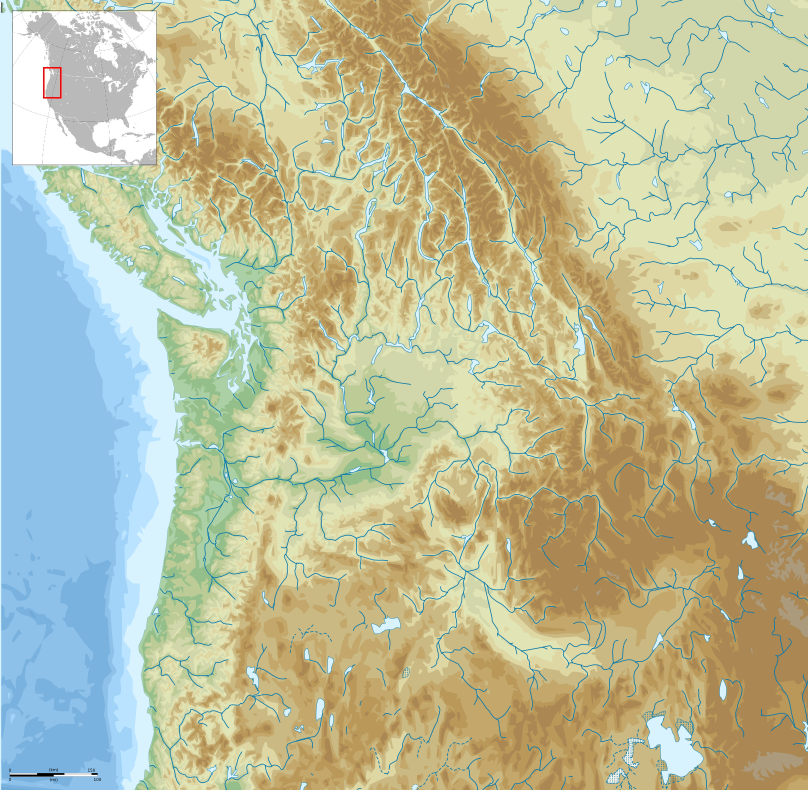
خريطة طبوغرافية لحوض نهر كولومبيا

## الثروة السمكية
يعتبر نهر كولومبيا وروافده الموطن الأكبر لأنواع عديدة من سمكِ أنادروموس الذي يُهاجرُ بين جداولِ الماء العذبِ والمحيط الهادي. هذه الأنواع بالإضافة إلى الأنواع المختَلفة للسلمونِ تُعتبر جزء حيوي مِنْ عِلْمِ بيئة النهرَ والاقتصادَ المحليَّ لآلافِ السَنَواتِ.
كولومبيا طُوّرتْ بشدّة لخِدْمَة الأغراضِ الإنسانيةِ منذ وصولِ المستوطنين الأمريكان والأوربيينِ العديدينِ في القرن التاسع عشرِ. التطوير، مدعو عموماً باسم التَرويض أَو تَسخير النهرِ، يَتضمّنُ الجَرْف للملاحةِ السُفنِ الأكبرِ؛ بناء السدودِ لتوليدِ الطاقة، الرَيّ، الملاحة، والسيطرة على الفيضانِات، بحث وإنتاج الأسلحةِ النوويِة، وجيل الطاقة النوويةِ. تَنازعتْ هذه المشاريعِ بأوقاتِ الحمايةِ البيئيّةِ العديدةِ حيث أثرت على هجرةِ الأسماكِ وأدت إلى التلوثِ الصناعي.